# Sadu
Sadu é uma comuna romena localizada no distrito de Sibiu, na região histórica da Transilvânia. A comuna possui uma área de 37.8 km² e sua população era de 2431 habitantes segundo o censo de 2007.